# Ituzaingó (Buenos Aires)
Ituzaingó è una città dell'Argentina, capoluogo dell'omonimo partido nella provincia di Buenos Aires.

## Geografia
Ituzaingó nella sezione occidentale dell'area metropolitana bonaerense, a 33 km ad ovest della capitale Buenos Aires.

## Storia
La nascita della città è strettamente legata all'arrivo in zona della ferrovia dell'Ovest di Buenos Aires nel 1872. Il 18 dicembre di quello stesso anno fu ultimata una stazione, chiamata Santa Rosa, in una zona disabitata attraversata dall'avenida Rivadavia. Il 4 gennaio 1873 la fermata fu aperta al traffico e ufficialmente inaugurata un anno dopo. La stazione fu ribattezzata Ituzaingó in omaggio all'omonima battaglia svoltasi il 20 febbraio 1827 durante la guerra argentino-brasiliana e nella quale le truppe di Buenos Aires riportarono un'importante vittoria.
Il giorno stesso dell'inaugurazione della fermata i terreni circostanti l'edificio furono suddivisi in lotti, dando così il via all'urbanizzazione della zona.

## Sport
La principale società sportiva della città è il Club Atlético Ituzaingó.